# Ruta 936 (Costa Rica)
La Ruta 936, oficialmente Ruta Nacional Terciaria 936, es una ruta nacional de Costa Rica ubicada en las provincias de Alajuela y Guanacaste.

## Descripción
En la provincia de Alajuela, la ruta atraviesa el cantón de San Ramón (el distrito de Peñas Blancas), el cantón de San Carlos (el distrito de  La Fortuna).
En la provincia de Guanacaste, la ruta atraviesa el cantón de Tilarán (el distrito de Tronadora).